# Henri Adam

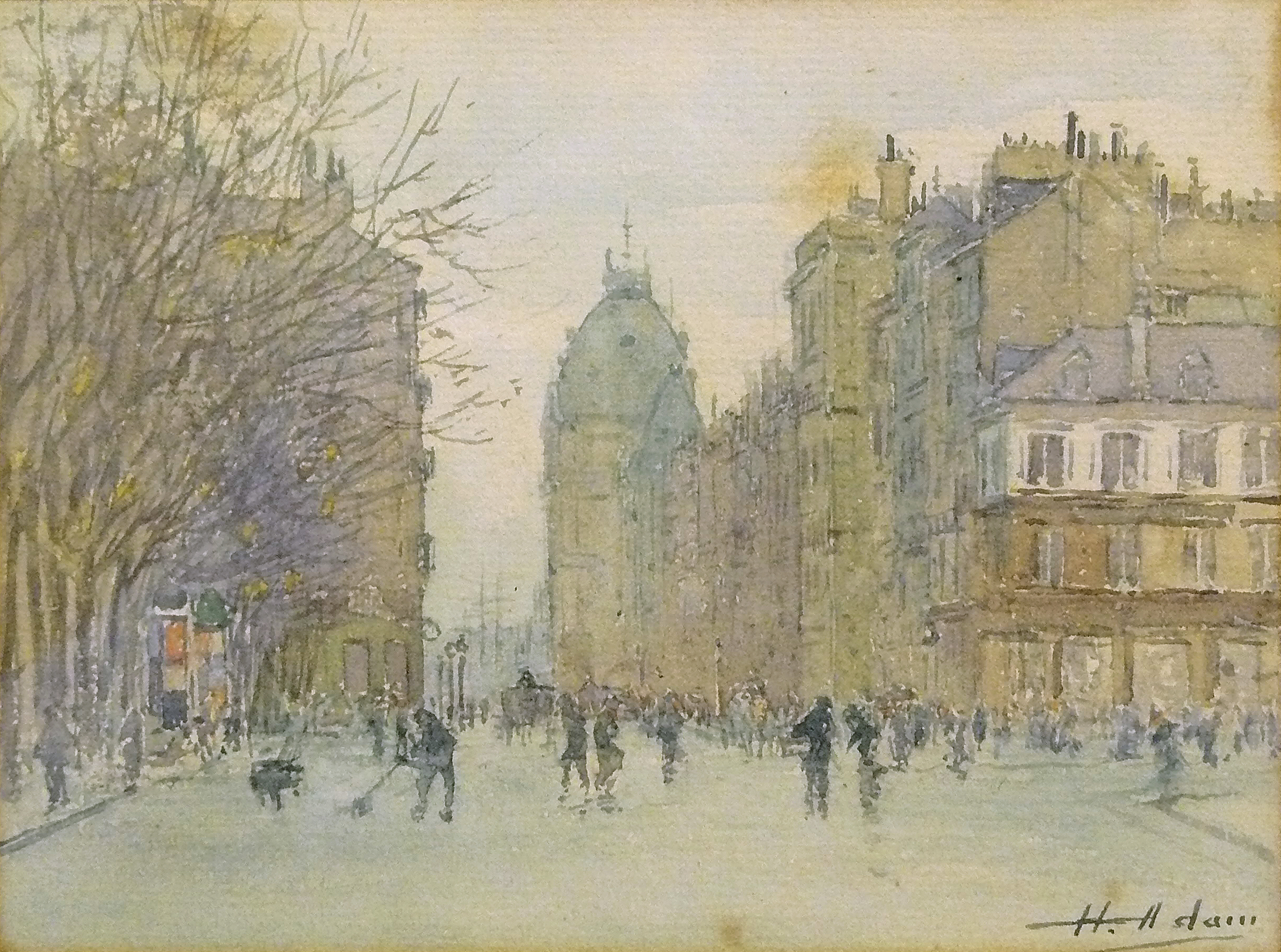
Vista di una piazza di Le Havre, acquerello di Henri Adam.

Henri Adam (Rouen, 1864 – 1917) è stato un pittore francese.

## Biografia
Formatosi a Rouen, dove ebbe come maestro Philippe Zacharie, fu pittore prevalentemente paesaggista, dedito alla riproduzione della città natale e della costa bretone, e specializzato nella tecnica dell'acquerello.